# Liste der Kulturdenkmäler in Dilschhausen
Die folgende Liste enthält die in der Denkmaltopographie ausgewiesenen Kulturdenkmäler auf dem Gebiet des Ortsteils Dilschhausen der  Stadt Marburg, Landkreis Marburg-Biedenkopf, Hessen.
Hinweis: Die Reihenfolge der Denkmäler in dieser Liste orientiert sich an der Anschrift, alternativ ist sie auch nach der Bezeichnung oder der Bauzeit sortierbar.
Kulturdenkmäler werden fortlaufend im Denkmalverzeichnis des Landes Hessen durch das Landesamt für Denkmalpflege Hessen auf Basis des Hessischen Denkmalschutzgesetzes (HDSchG) geführt. Die Schutzwürdigkeit eines Kulturdenkmals hängt nicht von der Eintragung in das Denkmalverzeichnis des Landes Hessen oder der Veröffentlichung in der Denkmaltopographie ab.

## Kulturdenkmäler
| Bild                                    | Bezeichnung                        | Lage                                                    | Beschreibung | Bauzeit            | Objekt-Nr. |
| --------------------------------------- | ---------------------------------- | ------------------------------------------------------- | --- | ------------------ | ---------- |
| Bild gesucht BW                         | Gesamtanlage Oberdorf              | Weitershäuser Straße Lage                               | |                    |            |
| Bild gesucht BW                         | Gesamtanlage Unterdorf             | Bubenmühle, Calderner Straße, Weitershäuser Straße Lage | |                    |            |
| weitere Bilder                          | Wohnhaus                           | Bubenmühle 1 LageFlur: 12, Flurstück: 6                 | | Nach 1700          |            |
| weitere Bilder                          | Wohnhaus, Wirtschaftsgebäude       | Bubenmühle 5 LageFlur: 12, Flurstück: 12                | | 18. Jh.            |            |
| weitere Bilder                          | Ehem. Bubenmühle                   | Bubenmühle 20 LageFlur: 9, Flurstück: 11/1              | | Ersterwähnung 1578 |            |
| Direkt Bild zu diesem Denkmal hochladen | Mahnmal                            | Calderner Straße o. Nr. Flur: 12, Flurstück: 20/1       | | 20. Jh.            |            |
| weitere Bilder                          | Evangelische Kirche                | Calderner Straße o. Nr. LageFlur: 12, Flurstück: 19     | Kleine spätromanische Saalkirche aus dem 13. Jh. mit östlichem, eingezogenen Chorturm, niedrigen Strebepfeilern und einem von drei Sandsteinstufen erhöhten Eingang. Um 1700 erneuert. Steinsichtig verputztes Bruchsteinmauerwerk mit Fenstergewänden z. T. in Rotsandstein. Turm mit verschiefertem Walmdach und herauswachsendem verschieferten Glockenstuhl mit Zeltdachabschluss, Knauf und Wetterhahn. Ebenerdiger Zugang zum Kirchenschiff, das unter Satteldach steht. An der Eingangsseite ein Fenster, an der Rückseite zwei Fenster mit Sandsteingewände. Die mit Engelsköpfen verzierte Kanzel entstammt dem 18. Jh. Außen neben dem Chorturmeingang befindet sich der Grabstein des Gerichtsschöffen Hans Weber * 1600 † 1701. | 13. Jh.            |            |
| Ehem. Armenhaus und ehem. Backhaus      | Ehem. Armenhaus und ehem. Backhaus | Weitershäuser Straße 4 LageFlur: 12, Flurstück: 236/31  | | 19. Jh.            |            |
| weitere Bilder                          | Tagelöhnerhaus                     | Weitershäuser Straße 12 LageFlur: 13, Flurstück: 13     | Das Tagelöhnerhaus erhielt den 1. Platz des Hessischen Denkmalschutzpreises 2022 in der Kategorie „Private Preisträger“. | 1712               |            |
| weitere Bilder                          | Dreiseitige Hofanlage              | Weitershäuser Straße 32 LageFlur: 13, Flurstück: 3/1    | | 18./19. Jh.        |            |
| Grenzstein                              | Grenzstein                         | Außerhalb der Ortslage 1 LageFlur: 1, Flurstück: 1      | Deutschordensgrenzstein von 1746 an der Gemarkungsgrenze zwischen Caldern, Flur 13 und Dilschhausen, Flur 1. | 1746               |            |
| Grenzstein                              | Grenzstein                         | Außerhalb der Ortslage 2 LageFlur: 1, Flurstück: 1      | Undatierter Deutschordensgrenzstein an der Gemarkungsgrenze zwischen Caldern, Flur 13 und Dilschhausen, Flur 1. Auf einer Breitseite ist in einem erhabenen Wappenschild das Deutschordenskreuz angebracht. 2013 war das aus Sandstein gefertigte Grenzmal schief im Erdboden eingesunken. 2021 ist es im Erdboden versunken und nur durch einen Holzstab markiert. |                    |            |
| weitere Bilder                          | Grenzstein                         | Außerhalb der Ortslage 3 LageFlur: 1, Flurstück: 1      | Grenzstein Nr. 339 von 1669 an der historischen Grenze zwischen den ehemaligen Landgrafschaften Hessen-Cassel und Hessen-Darmstadt. | 1669               |            |
| weitere Bilder                          | Grenzstein                         | Außerhalb der Ortslage 4 LageFlur: 1, Flurstück: 1      | Grenzstein Nr. 341 von 1738 an der historischen Grenze zwischen den ehemaligen Landgrafschaften Hessen-Cassel und Hessen-Darmstadt. | 1738               |            |